# Marienleuchte Fyr
Marienleuchte Fyr er et vinkelfyr i området Marienleuchte på Femern. Fyret er placeret cirka 1,3 kilometer sydøst for færgehavnen i Puttgarden på den nordøstlige del af øen. Det rødt og hvidmalede betontårn blev bygget i 1964 hvor det overtog tjenesten fra det tidligere klinketårn fra 1832. Fyret er et landkendings- og ledefyr for skibe i Femern Bælt.

## Det gamle tårn
Det første rigtige fyr i området blev bygget i 1831-32 og blev indviet den 28. oktober 1832 hvor det erstattede et vippefyr. Det kvadratiske fyrtårn er et gulkalket murværk. Fyret er placeret på en tagplatform med en rund lanterne. Kong Frederik 6.s monogram pryder fyrets sydside. Området er navngivet efter Marie Sophie Frederikke af Hessen-Kassel som var Danmarks dronning på tidspunktet. Hvorvidt parret var til stedet ved indvielsen vides dog ikke. Foruden selve fyrlanternen var fyret udstyret med et tågehorn. Fra 1879 benyttede man et pneumatiksk horn og fra 1930 et elektrisk tågehorn. Efter bygningen af det nye tårn blev tårnet taget ud af brug i 1967 og blev efterfølgende fredet. Området er ikke åbent for offentligheden og forfalder langsomt.

## Det nye tårn
Med den tiltagende trafik på fugleflugtslinjen og i fehmernbælt var det gamle tårn ikke tilstrækkeligt. I 1964 byggede man et nyt tårn af jernbeton cirka 160 meter nord for fyret. For at beskytte mod vejret blev fyret beklædt med røde og hvide fibercementplader. Fyret er udstyret med en roterende linse og har en lysstyrke på 722.250 candela med en 400 Watt glødepære. Denne optik stammer fra 1875 og blev overtaget fra den gamle tårn. Fyret har to røde lyssektorer (revet ved Puttgarden og tværtrafikken på Kiel-Østersø-ruten) samt to hvide sektorer. En dieselgenerator er klar til at tage over hvis strømforsyngen svigter. Den tyske farvandsvæsen (Wasser und Schifffahrtsamt, WSV) afdeling i Lübeck er ansvarlig for vedligehold og reparation mens fyrets daglige drift bliver fjernstyret fra kontroltårnet i Travemünde. .

## Andet
I området er der også installeret et vandstandsmåler fra det tyske farvandsvæsen, samt en måler der overvåget radioaktiv stråling i området benyttet af Bundesamt für Strahlenschutz.
I fyrets umiddelbare nærhed findes der desuden et Bundeswehr-etablissement Marinefernmeldestelle 722 - Marienleuchte (Fehmarn).